# Timarión
Timarión, o más exactamente Sobre los padecimientos de Timarión (en griego original Τιμαρίων, ἢ Περὶ τῶν κατ 'αὐτὸν παθημάτων), es un diálogo satírico anónimo, escrito a la manera de Luciano de Samosata, compuesto alrededor del siglo XII en el Imperio bizantino.
El texto se presenta como un diálogo entre Timarión y su amigo Cidión: se encuentran en Constantinopla y el segundo le pide al primero que explique su larga ausencia. Lo sustancial de la obra lo ocupa el extenso relato de Timarión, que apenas se ve interrumpido por las reacciones de Cidión. 

## Argumento
Timarión partió de Constantinopla hacia Tesalónica con motivo de la fiesta de San Demetrio. El viaje de ida transcurrió plácidamente, agasajado por diversos amigos conocidos que viven en la ruta. Tras asistir a las ceremonias fue también a visitar la feria que había extramuros, la cual describe, así como la procesión del Santo, que preside el gobernador de la ciudad, muy elogiado; luego vuelve a la posada y lo atacan toda la noche unas fiebres muy fuertes, pese a lo cual decide emprender el camino; empeora a causa de la debilidad que le ha producido un ayuno continuado y se desmaya a la altura del río Έβρος, hoy conocido como Maritsa. Dos guías de difuntos, Oxybas y Nyction, estudian sus humores, deciden incorrectamente que está muerto y se llevan su alma al Hades, descrito según la manera pagana; mientras marchan allá se entrevista con diversas almas (un anciano misterioso rodeado de ratas que come cerdo con repollo; el emperador Diógenes, que le cuenta sus desgracias, y finalmente un sofista, su antiguo maestro de retórica, Teodoro de Esmirna o Esmirneo, que acepta defender su caso ante el tribunal de los muertos y denunciar a los guías de difuntos por habérselo llevado a destiempo; el tribunal está formado por los médicos Asclepio, Hipócrates y Erasístrato y los jueces Minos, Éaco y el emperador Teófilo (que había dejado en Bizancio una gran fama de justiciero), en ausencia del médico Galeno (que ha ido a completar su tratado Sobre las fiebres y forma parte también del tribunal); acuden al mismo atravesando los Campos Elíseos; a lo largo del juicio quedan completamente ridiculizados los médicos. Y, por medio de una alusión a un asistente al juicio «sofista de Bizancio» (ὁ Βυζάντιος σοφιστής) y que se expresa «tartamudeando un poco» (ὑποψελλίζων), reconocemos en el juego de palabras al escritor Miguel Psellos; se sentencia a favor de Timarión, y pasan la noche en el albergue de los sabios, donde se entrevistan con famosos filósofos y eruditos de la antigüedad (son citados Parménides, Pitágoras, Meliso de Samos, Anaxágoras, Tales de Mileto, Diógenes, «Catón el Romano», y entre los bizantinos, Juan Ítalo, de quien recela Pitágoras porque no quiere quitarse la vestidura de cristiano). A la mañana siguiente, Timarión se despide de Teodoro, cruza el inframundo, avista algunas figuras históricas y regresa a su cuerpo, que todavía está cerca del río, y reanuda el camino a Constantinopla. Una vez finalizado el relato, los amigos se despiden.

## Interpretación
El Timarión parece una sátira contra las teorías médicas, a cuyos representantes ridiculiza. Pero también puede interpretarse como una obra en clave destinada quizá a un público concreto, por lo cual probablemente no podemos desentrañar todas las alusiones. Uno de los aspectos desconcertantes es la aparente falta de unidad entre la primera parte, dedicada a la fiesta cristiana de San Demetrio en Tesalónica, y la segunda, más larga, que narra el descenso al inframundo pagano. Por otro lado, esta curiosa mezcla entre paganismo y cristianismo parece incluir elementos de ironía con respecto a esta última religión: los «galileos» son solo una parte de la población del inframundo y son los paganos quienes detentan el poder; además, este descenso de tres días al Hades parece hacerse eco del de los tres días de Cristo entre la Pasión y la Resurrección. Y eso no escapó a los propios bizantinos, más en concreto a Constantino Acropolita (1250 - c. 1321), habitual hagiógrafo de santos, quien denuncia precisamente la impiedad de esta fantasía en un largo pasaje de una carta y que condena al fuego. La crítica moderna se divide entre los que piensan que el autor era un criptopagano y los que creen que es solo una convención retórica.
Hay consenso entre los expertos en que el texto debió componerse en el siglo XII, probablemente en su primera mitad. En cuanto a la autoría, las opiniones son más divergentes; unos lo identifican como «Timarión», como el propio Constantino Acropolita; otros mencionan a Teodoro Pródromo; otros al médico y poeta Nicolás Callicles (c. 1080 - c. 1150); otros al retórico, profesor de medicina y metropolitano de Filipópolis Miguel Itálico (c. 1090 - † antes de 1157). Así que, sencillamente, no se sabe quién pudo ser el autor.
En realidad se trata de un texto complejo: un diálogo con mucho de monólogo, de estirpe platónica, pero con sátira social, sociología de las religiones, filosofía y retórica; un relato de viajes fantástico y una visión particular del Hades con datos sobre ciertos personajes históricos, vida cotidiana, práctica médica y funcionamiento de procesos judiciales.

## Ediciones
- Las vicisitudes de Timarión, ed. bilingüe en griego y español de Juan Merino Castillo, Editorial Rhemata, 2019.